# ستاره‌ها
ستاره‌ها (آلمانی: Sterne) فیلمی به کارگردانی کنراد ولف است که در سال ۱۹۵۹ منتشر شد و جایزه هیئت داوران جشنواره فیلم کن را گرفت.